# Hymenodon ovatus
Hymenodon ovatus är en bladmossart som först beskrevs av J. D. Hooker och William M. Wilson, och fick sitt nu gällande namn av C. Müller 1851. Hymenodon ovatus ingår i släktet Hymenodon och familjen Rhizogoniaceae. Inga underarter finns listade i Catalogue of Life.